# Morpho polyphemus
Morpho polyphemus är en fjärilsart som beskrevs av John Obadiah Westwood 1850. Morpho polyphemus ingår i släktet Morpho och familjen praktfjärilar. Inga underarter finns listade i Catalogue of Life.

## Bildgalleri

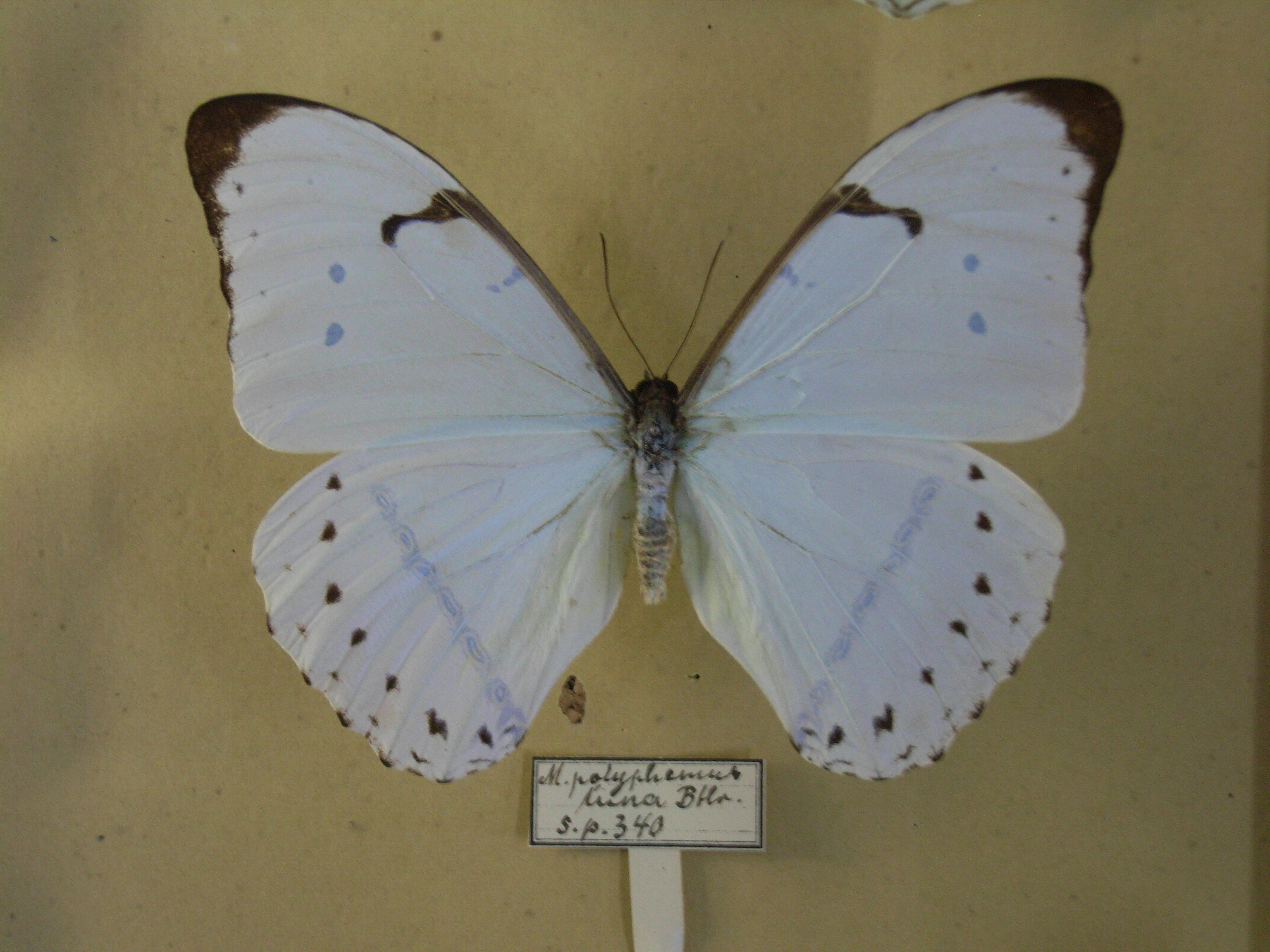
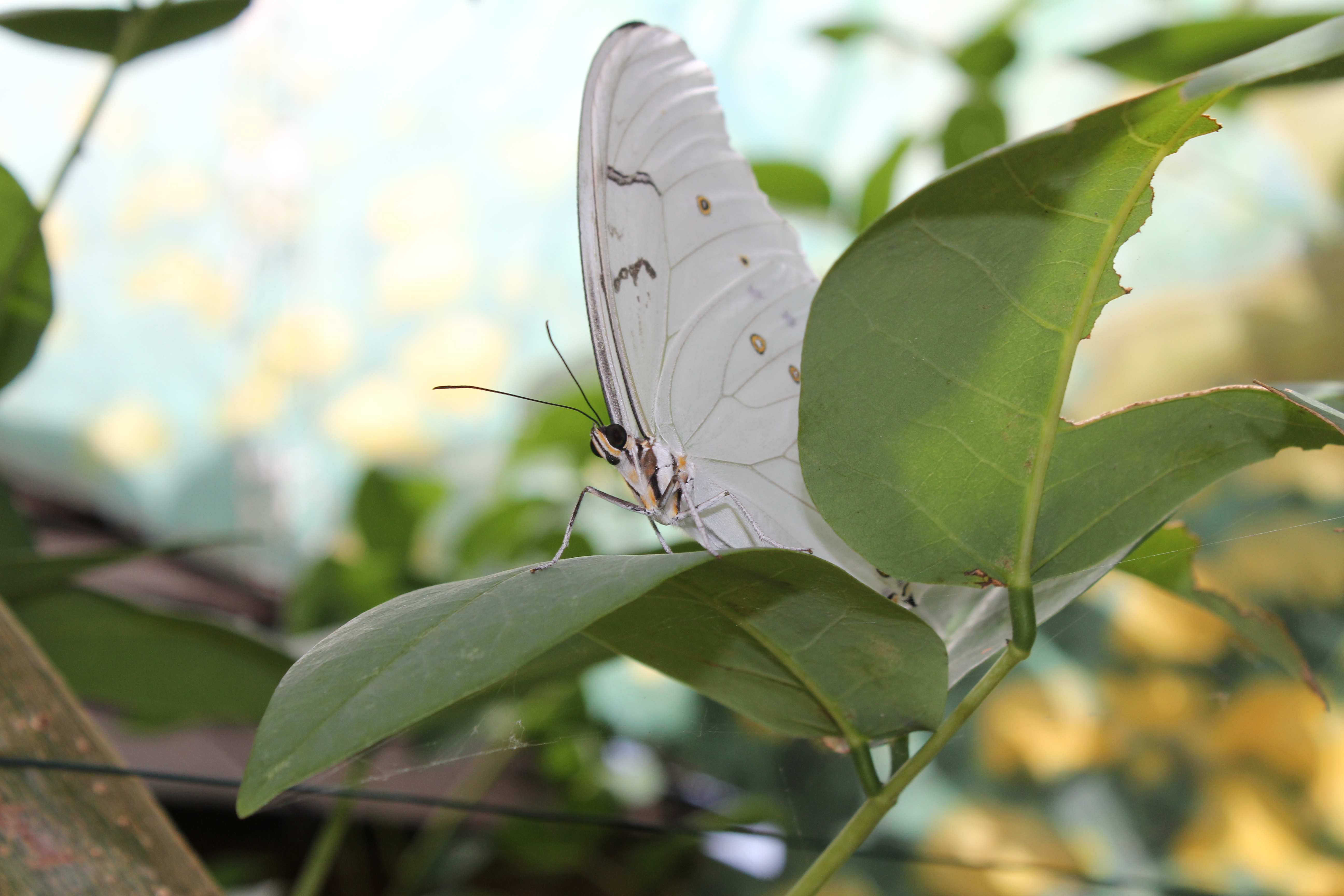
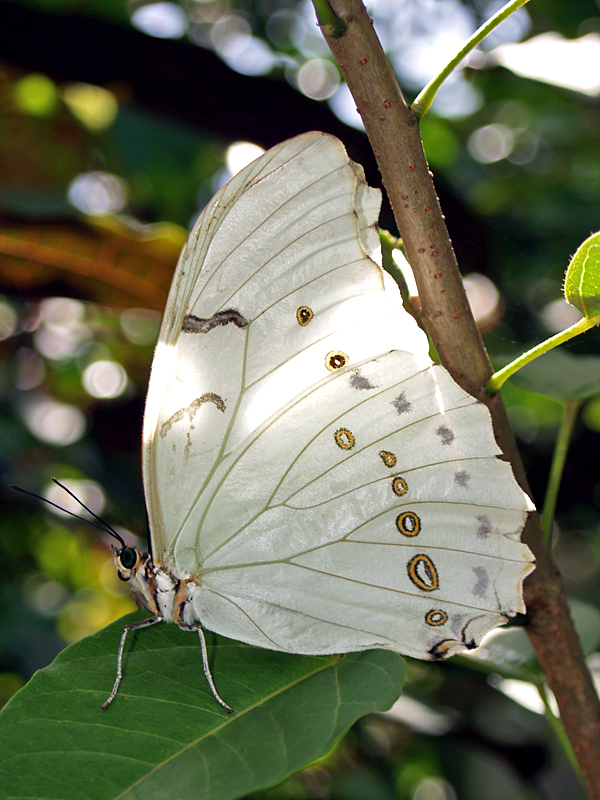